# Prix Europa
Le Prix Europa a été fondé en 1987 par trois instances européennes pour sélectionner et récompenser les meilleures productions européennes de télévision, de radio et de médias numériques, afin de les mieux faire connaître en Europe ; avec un objectif sous-jacent de « rapprocher les nations, les sociétés, les régions, les citoyens les uns des autres ». Il est soutenu par une alliance de radiodiffuseurs publics européens.

Depuis 1997, son siège permanent est basé à Berlin et Potsdam, accueilli par la  Rundfunk Berlin-Brandenburg (RBB). 
Depuis 2017, la semaine du prix se déroule sous le haut-patronage du Parlement européen.
Le festival (et le prix) sont ouverts aux jeunes créateurs de médias européens ; il rassemble environ 1 000 participants durant une semaine chaque année, toujours en octobre. 

## Catégories
Le Prix Europa est actuellement (2021) subdivisé en quatre thèmes : 
- Digital media project ;
- Radio ;
- TV ;
- Student Award - Rising star.

... et les prix sont attribués dans les catégories définies comme suit :
| Nom                | Définition                                                                                                   |
| ------------------ | --- |
| Médias numériques  | Projets de médias en ligne, Projets audio numériques                                                         |
| Fiction radio      | Émissions dramatiques radiophoniques uniques, ou séries d'épisodes                                           |
| Documentaire radio | Documentaires radio uniques, ou épisodes de séries                                                           |
| Enquête radio      | Programmes ou magazines d'actualité axés sur le journalisme d'investigation à la radio                       |
| Musique à la radio | Catégorie consacrée à l'innovation dans les programmes, ou concepts de communication de la musique au public |
| Fiction TV         | Séries télévisées au scénario complet, ou épisodes de mini-séries de fictions télévisées                     |
| Documentaire TV    | Documentaires TV uniques,ou Séries documentaires TV                                                          |
| Enquête TV         | Programmes ou magazines sur l'actualité axés sur le journalisme d'investigation                              |
| Iris TV            | Programmes relatifs à la diversité culturelle des sociétés européennes                                       |

## Histoire

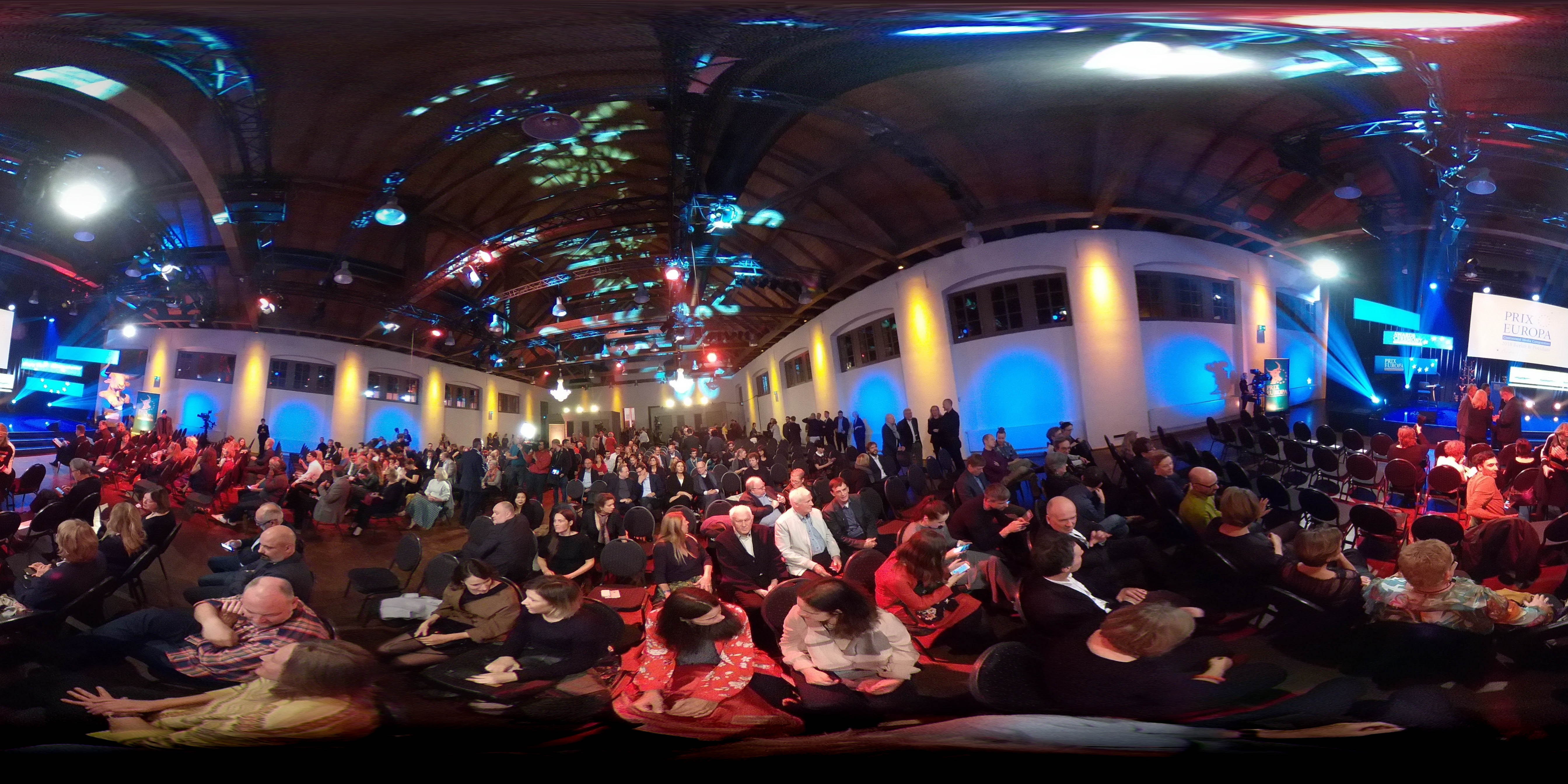
Avant la cérémonie 2018 du Prix Europa-Radio awards, à Potsdam, en Allemagne (Photo 360°).

En 1987, le Prix Europa est cofondé à Amsterdam (Capitale de la culture cette année là) par le Parlement européen, la Commission européenne et la Fondation européenne de la culture avec l'objectif de renforcer la fraternité entre européens et l'entente de la multiplicité des voix reflétant la diversité de l'Europe,. 
En 1997 Le Prix Europa et le Prix Futura Berlin fusionnent. Le festival s'ouvre alors pour une semaine aux programmes de télévision et radio « Made in Europe ».
En 1999 le Prix adopte comme trophée une sculpture (artisanale) de Taureau.
En 2000 Le NPS néerlandais qui avait jusqu'alors un prix indépendant(Iris) fusionne ce Prix  avec le Prix Europa.
En 2001 une place spéciale est faite au « troisième média » : les concepteurs de sites Web et les développeurs en ligne européens peuvent envoyer ce qu'ils estiment être leurs meilleurs projets et concourir dans une nouvelle catégorie Internet.
En 2005, Le Prix Genève-Europe a fusionné avec le festival ;  et un prix consacré aux films sur le football nait : le Prix Europa Golden Goal.
En 2011, une nouvelle catégorie apparait : le prix Radio Music.
En 2012, la remise des prix, décernés par le maire de Berlin, se fait à l'ambassade de la fédération de Russie à Berlin (en mettant en avant La Défense de la qualité de la radiodiffusion) ; le Lifetime Achievement Award y est décerné à Regina Ziegler.
En 2015, une nouvelle catégorie est créée (Radio Current Affairs) et Rolf Stengård obtient le prix d'excellence pour l'ensemble de sa carrière, pour sa conception et sa défense du journalisme d'investigation.
En 2016 le festival fête ses 30 ans, sur le thème de la liberté de la presse, et crée une nouvelle catégorie (Digital Audio).
En 2018, le festival remet pour la première fois ses prix à Potsdam dans la Schiffbauergasse, et publie une déclaration commune, la Déclaration de Potsdam sur la mission inclusive de la radiotélédiffusion publique. Les PDG de 20 chaines/stations de radiotélédiffusion publiques européennes la signent le 19 octobre 2018.
En 2019 sous le slogan « Le pouvoir du dialogue » le festival cherche à analyser et contrer le sentiment anti-médias et l'euroscepticisme croissant, en s'ouvrant au public, par un jury public et des projections publiques (à Potsdam pour la seconde fois).
Alors qu'avec la numérisation et la multiplication du nombre de chaines et de programme, et l'avènement du Web 2.0, de réseaux sociaux et de YouTube,etc. et la capacité des infox (fake news) à se diffuser très vite et à grande échelle, la radiotélédiffusion a beaucoup évolué sur le continent, avec le temps, le Prix est devenu à la fois un concours et un festival de radiotélédiffusion paneuropéen parmi des plus influents.  

« Nous voulons créer des conversations. Nous voulons permettre une discussion équitable et trouver un dénominateur commun entre des sociétés et des pays qui dérivent dans la désapprobation voire la haine. Nous voulons être une plate-forme d'échange européenne dynamique, non bureaucratique et facile d'accès où une multitude de perspectives peuvent être vues ou entendues. Et à l'ère des fausses nouvelles et des faits alternatifs, nous voulons également renforcer la compétence et la crédibilité des journalistes... » précise en 2021 le site internet de l'organisation.
Le Prix EUROPA évolue régulièrement, il a parfois hébergé des conférences internationales (ex : Crossing Borders – Cultures, Religions and Media : une conférence de trois jours organisée avec le Conseil de l'Europe et l'UER en 2004 ; ou le premier sommet de Berlin : une Conférence des directeurs de radios culturelles 2008. Et il a récemment élargi ses missions en débordant du cadre de la semaine du festival avec l'organisation chaque mois, dans différents pays, de MasterClasses ouvertes aux journalistes et professionnels des médias en Europe.

## Gouvernance
L'institution est gouvernée par un Comité directeur, dirigé par un Présidium. 
Le Comité supervise et approuve les propositions faites par la direction opérationnelle pour :
- le déroulement du concours ;
- les aspects administratifs, financiers et juridiques majeurs du Prix (comptabilité et audit notamment).

## Comité directeur
En 2021, il regroupe 11 femmes et 14 hommes occupant presque tous des postes à responsabilité dans la radiotélévision publique en Europe : 

### Pilotage
En 2021, il est piloté par : 
- Cilla Benkö Lamborn : vice-présidente du Prix Europa (et Directrice générale de Sveriges Radio) ;
- Dr. Alexander Wrabetz : président du Prix Europa (et Directeur Général d'Österreichischer Rundfunk ou ORF) ;
- Dr. Frank-Dieter Freiling : vice-président (chargé des affaires Internationales à la télévision ZDF (Zweites Deutsches Fernsehen) ;
- Susanne Hoffmann : directrice du festival du Prix Europa
- Peter Leonhard Braun : trésorier

### Membres
En 2021, il s'agit de personnalités du monde de la radiotélévision publique choisis dans divers pays européens : 
- Claude-Anne Savin (Cheffe du Département RP & communication à ARTE) ;
- Robert Ketteridge (Responsable des productions artistiques, documentaires et dramatiques, radiophoniques et musicales à la BBC) ;
- Jan Maxa (Directeur développement de contenu à Česká televize) ;
- Kåre Vedding Poulsen (Rédacteur et responsable de l'énènementiel chez Deutschlandradio ou DR) ;
- Jona Teichmann (Directrice de programme chez Deutschlandradio ou DR) ;
- Sandrine Treiner (Radio-France, Directrice Générale de France-Culture) ;
- Eric Scherer (Directeur des Affaires Internationales de France Télévision) ;
- Frans Jennekens (Responsable de la diversité à NTR) ;
- Hege Duckert (Chef du bureau du directeur général de la Norsk rikskringkasting ou NRK, la « Société norvégienne de radiotélédiffusion ») ;
- Silvia Lahner (directrice de la Culture chez Österreichischer Rundfunk ou ORF) ;
- Dieter Jetschmanegg (Chef de service à l'Administration centrale de  la Ville de Potsdam) ;
- Sean MacGiolla Phadraig (Chef du groupe Documentaire à la « Radio-télévision d'Irlande » ou RTÉ pour Raidió Teilifís Éireann) ;
- Edda Kraft (Directrice générale RBB-Media ou Rundfunk Berlin-Brandenburg) ;
- Jean-Paul Philippot Directeur Général de la RTBF (Radio-Télévision Belge de la Communauté Française) ;
- Sven Wälti (Responsable des coproductions à la Société suisse de radiodiffusion et télévision ou SRG-SSR) ;
- Anna Luuk Priske (Editrice à Sveriges Radio ou SVT) ;
- Renata Puchacz (Coordonnatrice de la programmation pour le groupe de télévision publique polonaise Telewizja Polska ou TVP) ;
- Katarina Eriksson (responsable des acquisitions et coordinatrice internationale pour Sveriges Utbildningsradio ou UR, la société de production publique suédoise qui réalise et diffuse des programmes consacrés à l'éducation et à la culture) ;
- Bart de Poot Responsable des acquisitions de programmes à la Vlaamse Radio- en Televisieomroeporganisatie, l'organisme de radiotélédiffusion flamande, équivalent néerlandais de la RTBF) ;
- Pekka Ruohoranta (Producteur Senior à L'Yle, la radio-télévision publique finlandaise).

## Jury «ouvert»
Un jury ouvert est organisé au cœur de chaque festival, « permettant aux créateurs des productions nommées de se joindre au groupe de jury de leur genre respectif et de voir/entendre et parler de ce qui est produit par des collègues d'autres pays ». Parallèlement au travail de choix des candidats, le festival est devenu un lieu où les professionnels des médias peuvent aussi se rencontrer et échanger sur leur métier et les thèmes et enjeux de l'année au-delà des frontières administratives.

## Prix particuliers

### Prix du journaliste européen de l'année
- 2021 Katsiaryna Andreyeva et Daria Chultsova de Biélorussie

(...)
- 2019 Armin Wolf (Autriche)[3]
- 2018 Laurent Richard (France)[3]
- 2017 Can Dündar (Turquie / Allemagne)[3]

### Prix de la réussite d'une vie
- 2016 Arte G.E.I.E (France / Allemagne)[3]
- 2015 Rolf Stengård (Suède)[3]
- 2014 Ingolf Gabold (Danemark)[3]
- 2013 Sir David Attenborough (Royaume-Uni)[3]
- 2012 Regina Ziegler (Allemagne)[3]
- 2011 Raina Konstantinova (Bulgarie)[3]